# Урожайне (Новоархангельський район)
Урожайне — колишнє селище в Україні, в Новоархангельському районі Кіровоградської області. Населення в Урожайному відсутнє. Орган місцевого самоврядування — Копенкуватська сільська рада.

## Історія
Станом на 2001 рік тут проживало 3 особи.
Селище було виключене з облікових даних рішенням 23-ї сесії Кіровоградської обласної ради 6-го скликання у зв'язку з переселенням жителів до інших населених пунктів.

## Населення
Згідно з переписом УРСР 1989 року чисельність наявного населення селища становила 20 осіб, з яких 8 чоловіків та 12 жінок.
За переписом населення України 2001 року в селищі мешкали 3 особи. 100 % населення вказало своєю рідною мовою українську мову.